# Partit Democràtic de Bet Nahrain
El Partit Democràtic de Bet Nahrain (o Beth Nahrin, que vol dir "Dos Rius") és una organització política assíria que es va fundar l'1 de novembre de 1976 a Chicago. Es va vincular al Congrés Nacional Assiri, organització assíria dels Estats Units fundada el 1983. El 1990 va signar una aliança amb l'Organització Democràtica Assíria, el Moviment Democràtic Assiri i l'Aliança Universal Assíria.
Va emergir al Kurdistan del Sud el 2004. Va participar en les llistes electorals de l'Aliança Democràtica i Patriòtica del Kurdistan en les eleccions regionals del gener 2005 i el seu cap Romeo Hakkari fou elegit dins d'aquesta llista; un sector dirigit per Sargon Dadesho va voler anar en solitari a les constituents de l'Iraq del gener del 2005 i va formar la Llista de l'Assemblea Nacional Assíria junt amb el Congrés Nacional Assiri, sota la direcció de Sargon Dadesho, però amb poc més de 7.000 vots no va aconseguir representació; a les eleccions parlamentàries iraquianes del desembre del 2005 el partit es va retirar.
A les eleccions de governacions del gener del 2009 va participar amb la Llista Patriòtica Ishtar. A les regionals del 25 de juliol de 2009 es va tornar a retirar. A les eleccions iraquianes de març del 2010 va integrar la Llista Democràtica Ishtar que no va aconseguir representació.
El juny del 2010 el partit va tenir una entrevista amb el príncep dels yazidis Amir Amwar Muawiyya.

## Nota
1. ↑  segons s'explica a